# Nell'ingranaggio
Nell'ingranaggio (To-Day) è un film muto del 1917 diretto da Ralph W. Ince e prodotto da Harry Rapf basato su Today, lavoro teatrale di George Broadhurst e Abraham S. Schomer.
Una storia drammatica sulla prostituzione che aveva avuto a Broadway ben 280 repliche, interpretata sul palcoscenico da Emily Stevens. Del cast teatrale, rimangono nel film del 1917 gli attori Gus Weinberg e Alice Gale.
Nel 1930, uscirà - diretto da William Nigh - il film Today, versione cinematografica parlata dell'opera teatrale (1913) di Schomer e Broadhurst.

## Trama
Costretta ad affrontare i problemi della vita dopo che il marito Fred è andato in bancarotta, Lily Morton accetta il suggerimento dell'amica Marion di essere presentata alla signora Farington. La donna, tenutaria di una casa di appuntamenti, fa entrare nella sua scuderia di ragazze disposte ad accompagnarsi a ricchi clienti anche Lily. Fred, cercando un appartamento per uno dei suoi clienti, capita nella casa della signora Farlington dove nota la fotografia di sua moglie. Chiede allora alla donna un appuntamento con la ragazza della foto. Quando Lily arriva, si trova davanti al marito furioso che la prende per la gola per strangolarla. Lily si risveglia dal suo incubo e, pentita della propria superficialità, chiede a Fred di perdonarla.

## Produzione
Il film fu prodotto da Harry Rapf attraverso la compagnia To-Day Feature Film Corp, creata appositamente per produrre il film.

## Distribuzione
Il copyright del film, richiesto dalla Pathé Exchange, Inc., fu registrato l'8 ottobre 1917 con il numero LU11516.
Il film uscì nelle sale cinematografiche statunitensi nel giugno 1917. In Italia venne distribuito dalla Mundus nel 1919.